# Авраам Матео
Авраам Матео (ісп. Abraham Mateo Chamorro, нар. 25 серпня 1998; Сан-Фернандо (Кадіс), Іспанія) — іспанський співак автор пісень, актор і звукорежисер.

## Біографія
Батьки Авраама-Антоніо Матео і Сусана Чаморро (ісп. Antonio Mateo і ісп. Susana Chamorro) та їх дідусь також займаються музикою. Першим вчителем музики Авраама була його мати Сусана, вона допомогла йому з голосом, навчила вібрато і підбирала пісні під його діапазон.
Він почав грати на флейті у віці шести років, на піаніно та клавішних у віці восьми років, акустичну гітару в 10 років освоїв сам і тепер грає на слух.

### Музична кар'єра
У 2006 р. він уперше виступив на регіональному музичному конкурсі для дітей «Veo Veo» в Андалусії і був удостоєний особливої згадки журі. 2 роки потому отримав премію на конкурсі музики в Мурсії, його обрали представляти Іспанію на міжнародному етапі «Veo Veo». У 2005 р. Матео пробувався на телевізійне шоу «Menuda Noche» на каналі ТВ-Сур в Андалусії, але не потрапив на нього.
Два роки потому він взяв участь у «Menuda Noche», щоб підтримати свого старшого брата Тоні Матео. Після перших виступів на «Menuda Noche» Авраам і Тоні стали викладати відео своїх виступів на YouTube.
На початку 2009 р. підписав контракт з EMI Music Spain і 4 грудня випустив свій дебютний альбом, записаний у Мадриді. До альбому увійшов дует з французькою співачкою Кароліною Коста (англ. Carolina Costa), яка посіла друге місце в 2008 р. на конкурсі Incroyable Talent. У 2009 р. Авраам виступив з піснею «Vuelve Conmigo» на шоу «Tú sí que vales». 29 листопада 2011-го Матео випустив демо «Desde Que Te fuiste». 3 липня 2012 р. Матео заявив, що підписав контракт з лейблом Sony Music Spain.
Зараз його новий музичний хіт «Сеньорита» (ісп. Señorita) швидко розповсюдився по світу. Кількість переглядів кліпу на YouTube сягнула майже 10 мільйонів, це число нестримно збільшується.

## Дискографія

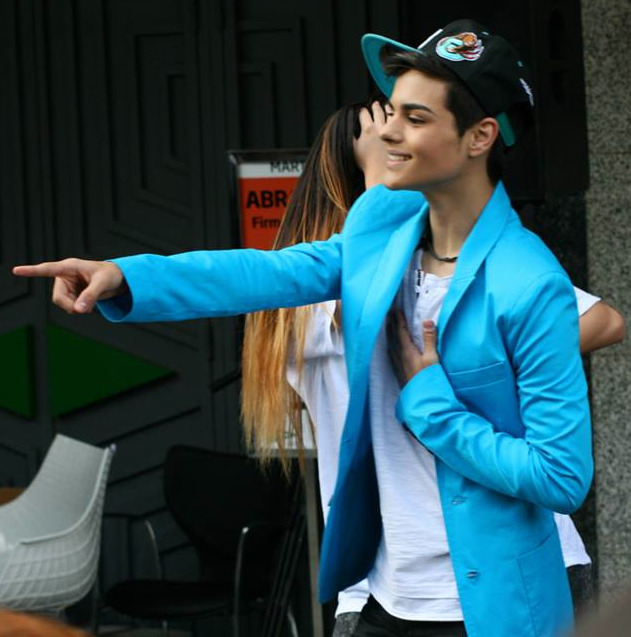
Авраам Матео в офісі лейблу.

### Альбоми
Abraham Mateo (2009)
- Випущений: 4 грудня 2009
- Лейбл: EMI Music Spain
- Формат: CD

AM (2013)
- Випущений: 12 листопада 2013
- Лейбл: Sony Music Spain
- Формат: CD

Who I AM (2014)
- Випущений: 4 листопада 2014
- Лейбл: Sony Music Spain
- Формат: CD

### Сингли
- 2009: Vuelve conmigo (включений в альбом Abraham Mateo)
- 2011: Desde que te fuiste
- 2012: Señorita
- 2013: Girlfriend
- 2014: Lánzalo
- 2014: All the girls
- 2015: Todo terminó

### Кліпи
| Рік  | Пісня                                                                              | Продюсер                        |
| ---- | ---------------------------------------------------------------------------------- | ------------------------------- |
| 2009 | Vuelve conmigo [Архівовано 12 листопада 2013 у Wayback Machine.]                   | EMI Music Spain                 |
| 2009 | Without you [Архівовано 7 вересня 2011 у Wayback Machine.] (дует з Кароліна Коста) | EMI Music Spain                 |
| 2010 | I surrender [Архівовано 21 лютого 2014 у Wayback Machine.]                         | RC studio                       |
| 2011 | I have nothing [Архівовано 4 липня 2014 у Wayback Machine.]                        | RC studio                       |
| 2011 | Adagio [Архівовано 21 лютого 2014 у Wayback Machine.]                              | Дені Руіц                       |
| 2011 | Desde que te fuiste [Архівовано 24 січня 2014 у Wayback Machine.]                  | Дені Руіц                       |
| 2012 | Señorita                                                                           | Sony Music Entertainment España |